# 大日本古記録
『大日本古記録』（だいにほんこきろく、だいにっぽんこきろく）は、1952年から現在まで東京大学史料編纂所で刊行が続けられている日本史史料集。2008年時点で既刊は121冊。

## 概要
東京大学史料編纂所が『大日本史料』『大日本古文書』と同じく編纂し刊行している史料集で、1952年から刊行され始めた。刊行目的は、各時代の貴重な「古記録」（主に日記類）を日本史研究に提供すること。校訂を行い解題も付けられている。正式な読み方は「だいにっぽんこきろく」。
底本は原本を利用する。無い場合は写本を用いるが、異本があればそのなかで最良のものを判断して底本としている。
また、部類記・紙背文書・具注暦も収める。字体に関しても古体・異体・略体の原本を残すよう努め、解読不明な字はそのまま残している。

## 内容
収録された史料は次の通り。
- 貞信公記（藤原忠平著）、全1冊
- 九暦（藤原師輔著）、全1冊
- 小右記（藤原実資著）、全11冊
- 御堂関白記（藤原道長著）、全3冊
- 後二条師通記（藤原師通著）、全3冊
- 中右記（藤原宗忠著）、8冊と別卷　続刊中
- 殿暦（藤原忠実）、全5冊
- 猪隈関白記（近衛家実著）、全6冊
- 岡屋関白記（近衛兼経著）、全1冊
- 民経記（勘解由小路経光著）、全10冊
- 深心院関白記（近衛基平著）、全1冊
- 実躬卿記（藤原実躬著）、8冊　続刊中
- 後深心院関白記（近衛道嗣著）、全6冊
- 後愚昧記（三条公忠著）、全4冊
  - 実冬公記（三条実冬著）、後愚昧記第4巻内に収録
- 建内記（万里小路時房著） 、全10冊
- 薩戒記（中山定親著）、6冊　続刊中
- 臥雲日件録抜尤〔瑞谿周鳳記・惟高妙安抄録〕、全1冊
- 蔗軒日録（季弘大叔著）、全1冊
- 二水記（鷲尾隆康著）、全4冊
- 後法成寺関白記（近衛尚通著）、全4冊
- 上井覚兼日記（上井覚兼著）、全3冊
- 言経卿記（山科言経著）、全14冊
- 言緒卿記（山科言緒著）、全2冊
- 梅津政景日記（梅津政景著）、全9冊
- 新井白石日記（新井君美著）、全2冊
- 斎藤月岑日記（斎藤幸成著）、全10冊
- 江木鰐水日記（江木貞通著）、全2冊